# Atriplex ornata
Atriplex ornata är en amarantväxtart som beskrevs av Modest Mikhaĭlovich Iljin. Atriplex ornata ingår i släktet fetmållor, och familjen amarantväxter. Inga underarter finns listade i Catalogue of Life.